# Чаинский сельсовет
Чаинский сельсовет — сельское поселение в Купинском районе Новосибирской области Российской Федерации.
Административный центр — село Чаинка.

## История
Статус и границы сельского поселения установлены Законом Новосибирской области от 2 июня 2004 года № 200-ОЗ «О статусе и границах муниципальных образований Новосибирской области»

## Население
| 2002  | 2010  | 2012  | 2013  | 2014  | 2015  | 2016  |
| ----- | ----- | ----- | ----- | ----- | ----- | ----- |
| 1568  | ↘1272 | ↘1232 | ↘1208 | ↘1178 | →1178 | ↘1175 |
| 2017  | 2018  | 2019  | 2020  | 2021  |       |       |
| ↘1164 | ↘1149 | ↘1121 | ↘1082 | ↘1045 |       |       |

## Состав сельского поселения
| № | Населённый пункт | Тип населённого пункта       | Население |
| - | ---------------- | ---------------------------- | --------- |
| 1 | Мальково         | деревня                      | ↘186      |
| 2 | Михайловка       | деревня                      | ↘174      |
| 3 | Сергеевка        | деревня                      | ↘12       |
| 4 | Чаинка           | село, административный центр | ↘533      |
| 5 | Шаитик           | деревня                      | ↘335      |

На территории сельсовета также находился Хутор № 92, упразднённый в 2007 году.